# فيلين جالسيتيان
فيلين جالسيتيان (بالأرمنية: Վիլեն Գալստյան)‏ هو مصمم رقص ومصمم الإنتاج وراقص باليه وممثل أرمني، ولد في 12 فبراير 1941 في أرمينيا. من الجوائز التي نالها نيشان القديس ميسروب ماشدوتس سنة 2011 وميدالية العمالة المبهرة ‏ وميدالية موفزيس كوريناتسي سنة 2001 وفنان الشعب لجمهورية أرمينيا الاشتراكية السوفيتية ‏ سنة 1967.

## جوائز
- نيشان القديس ميسروب ماشدوتس (2011)
- ميدالية العمالة المبهرة [الإنجليزية]‏
- ميدالية موفزيس كوريناتسي (2001)
- فنان الشعب لجمهورية أرمينيا الاشتراكية السوفيتية [الإنجليزية]‏ (1967)

## وصلات خارجية
- فيلين جالسيتيان على موقع IMDb (الإنجليزية)